# Richard Howell
Richard Howell   (Chicago, 12 d'octubre de 1903 - Arlington Heights, 20 de juliol de 1967) va ser un nedador estatunidenc que va competir durant la dècada de 1920.
El 1924 va prendre part en els Jocs Olímpics de París, on va disputar dues proves del programa de natació. Va formar part de l'equip que guanyà la medalla d'or en els 4x200 metres lliures. Va participar en les sèries i les semifinals, mentre en la final fou substituït per Johnny Weissmuller. En les semifinals formà part de l'equip que va batre el rècord del món de l'especialitat i que per primera vegada baixà dels 10 minuts. També va disputar els 1.500 metres lliures, però quedà eliminat en sèries.
Estudià a la Universitat Northwestern. Durant la seva carrera esportiva, entre d'altres, també guanyà tres títols de l'NCAA: el 400 i 1.500 mestres lliures de 1924 i el de 220 iardes lliures de 1925.